# Sarah Wijnants
Sarah Wijnants, née le 13 octobre 1999, est une footballeuse internationale belge, qui joue au poste d'attaquante à l'ACF Fiorentina. 

## Biographie

### En club
Elle commence sa carrière au KV Tervuren. À partir de 2014, elle joue au Standard de Liège. En 2017, elle est transférée au RSC Anderlecht.
Lors de la saison 2021-2022, elle devient championne de Belgique avec le RSC Anderlecht.

### En sélection
Le 20 juin 2022, elle est sélectionnée par Ives Serneels pour disputer l'Euro 2022.
Le 6 février 2023, la Belge est sélectionnée par Ives Serneels pour disputer la Arnold Clark Cup 2023. Cette dernière étant un tournoi de football féminin sur invitation organisé par la Fédération anglaise de football.

## Palmarès
- Championne de Belgique (7) : 2016 et 2017 avec le Standard de Liège; 2018, 2019, 2020, 2021 et 2022 avec le RSC Anderlecht
- Vainqueur de la coupe de Belgique (1) : 2022 avec le RSC Anderlecht

 Équipe de Belgique
- Pinatar Cup (1) :
  - Vainqueur : 2022.